# 창수초등학교 인천분교
창수초등학교 인천분교는 대한민국 경상북도 영덕군에 있는 공립 초등학교이다.

## 학교 연혁
- 1936년 5월 5일 창수공립보통학교 인천간이학교 설립인가
- 1943년 3월 25일 인천간이보통학교 개교
- 일자미상 인천국민학교 승격 분리
- 1957년 4월 1일 오촌분교장 개교
- 1961년 4월 14일 오촌국민학교 승격 분리
- 일자미상 인천국민학교 보림분교장 설립 인가
- 1965년 3월 1일 보림분교 개교
- 1993년 3월 1일 보림분교장 폐교 및 본교 통폐합
- 1994년 3월 1일 창수국민학교 분교장 격하 편입
- 1996년 3월 1일 창수초등학교 인천분교장 개편

## 참고 자료
- 창수초등학교인천분교장 - 한국교육학술정보원 학교알리미